# فتحي كحلول
فتحي كحلول (22 نوفمبر 1955)، ممثل ومطرب وملحن وشاعر غنائي، ومعد وسنو غرافي وباحث ومخرج مسرحي ليبي. من مواليد زنقة سي عمران بالمدينة القديمة بالعاصمة طرابلس. هو مدير سابق للمسرح الوطني الليبي. عرفه الجمهور الليبي بشكل واسع من خلال منوعته الدرامية (اللمة والشاهي واللوز) التي كان يقوم ببطولتها رفقة سعد الجازوي وزبيدة قاسم ومهيبة نجيب، كما اشتهر بأغنية للأطفال بعنوان (احنا صغار وانولو كبار). أبنه الممثل نضال كحلول.

## بداياته
بداياته كانت مع المسرح المدرسي في مدرسة المدينة القديمة طرابلس و من ثم إنتسب الي المركز الثقافي العربي المصري بطرابلس وشارك في تكوين فرقه فنيه غنائية مسرحيه وكان المشرف الفني حيث قدم فيها سبعة وعشرين مسرحية ذات الفصل ولحن العديد من الأعمال الغنائية وأخرج وألف الأعمال وقام بتدريب الفرقة لمدة تماني سنوات .في نفس الفترة أنتسب لمعهد جمال الدين الميلادي وقدمه الفنان الموسيقار كاظم نديم والذي كان مديرا للمعهد ودرس أصول الغناء الشرقي و علم الإيقاعات ... أنتسب للفرقة القومية للتمثيل في أواخر الستينات والذي كان يشرف عليها مصطفي الأمير و الأستاذ محمد شرف الدين وكون فرقه فنية في نادي المدينة الليبي، ومن ثم إنتسب لفرقة المسرح الليبي و قام بأول بطوله بمسرحية ( متزوج سبعه ) تأليف فرج قناو و إخراج عبد الله الزروق

## أعماله
- مسلسل التيار - دراما ليبية - سنة 1997
- برنامج ساعة لقلبك - منوعة رمضانية
- اللمة و الشاهي و اللوز - منوعة رمضانية
- احنا صغار و انولو كبار - أغنية للأطفال رفقة الفنان سعد الجازوي
- مبروك العيد على الزينة - أغنية
- عيادي وسنين دايمه - أغنية
- أصحو يا عرب - مسرحية 2011
- الشيماء قيثار السماء - مسلسل 2011
- الإمام الثائر - حضرة دينية 2011
- زنقة الريح - مسلسل 2019
- الزعيمان - مسلسل 2020
- السرايا 2023

## وصلات خارجية
- فتحي كحلول - السيرة الذاتية
- اغاني العيد في التلفزيون الليبي - مدونة مالاخير
- مشاهد فيديو للفنان فتحي كحلول و سعد الجازوي